# Gösta Bladin
Gösta Bladin (ur. 26 listopada 1894, zm. 4 sierpnia 1972) – szwedzki lekkoatleta.

## Kariera
Podczas Letnich Igrzysk Olimpijskich 1920 brał udział w konkursie skoku w dal, który zakończył w fazie eliminacji (zajął 9. miejsce w swej grupie), a także w konkursie biegu na 400 metrów, w którym odpadł w półfinale.